# Petit-Prince (Mond)
Petit-Prince ist der größere, äußere Mond des Hauptgürtelasteroiden (45) Eugenia. Er ist der erste von der Erde aus entdeckte Asteroidenmond.

## Entdeckung und Benennung
Petit-Prince wurde als zweiter bekannter Asteroidenmond nach Dactyl am 1. November 1998 von einem Astronomenteam bestehend aus William J. Merline, Laird M. Close, Christophe Dumas, Clark R. Chapman, François Roddier, François Menard, David C. Slater, Gilles Duvert, J. Chris Shelton und Thomas Morgan am 3,6-Meter-Canada-France-Hawaii Telescope auf dem Mauna Kea auf Hawaii entdeckt. Es war der erste Asteroidenmond, der mit erdbasierten Teleskopen entdeckt wurde. Dactyl hingegen war zufällig durch den Vorbeiflug der Galileo-Sonde an (243) Ida erfasst worden. Die Entdeckung von Petit-Prince wurde am 20. März 1999 bekanntgegeben; der Mond erhielt die vorläufige Bezeichnung S/1998 (45) 1.
Den Namen Petit-Prince verlieh die Internationale Astronomische Union (IAU) dem Mond am 3. Oktober 2000. Die Entdecker hatten Petit Prince (ohne Bindestrich) vorgeschlagen. Damit wollten sie einerseits den als ältester (tatsächlich einziger) Sohn des französischen Kaisers Napoléon III. und dessen kaiserlicher Gemahlin Eugénie de Montijo
so betitelten Prince Imperial, Napoléon Eugène Louis Bonaparte, ehren. Der Prince Imperial war 1879, wenige Jahre nach der Abdankung und dem Tode seines Vaters, als britischer Offizier im Zulukrieg gefallen. Die Benennung nach dem Prince Imperial lag nahe, weil der 1857 entdeckte Mutterkörper (45) Eugenia des Mondes nach der Mutter Eugénie des Prince Imperial benannt worden war. Den Namen Petit Prince selbst bezogen die Entdecker andererseits auf den Titel von Antoine de Saint-Exupérys Buch Le Petit Prince (Der kleine Prinz), aus dem ihrer Meinung nach viele junge Menschen zum ersten Mal etwas über Asteroiden erfahren. Der „kleine Prinz“ kommt darin von einem Asteroiden auf die Erde, der angeblich „B 612“ heißt. Immerhin war bei Erscheinen des Buchs (612) Veronika bekannt. 2002 wurde ein 1993 entdeckter Asteroid auf den Namen (46610) Bésixdouze getauft, der hexadezimal auch als „B612“ geschrieben werden könnte. Dadurch wurde der von Saint-Exupéry erfundene Asteroid „B 612“ scherzhaft Realität.
2007 ließ die Entdeckung von S/2004 (45) 1, der auf Aufnahmen von 2004 gefunden wurde, das Eugenia-System nach (87) Sylvia zum zweiten bekannten Asteroiden-Mehrfachsystem anwachsen. Bislang konnte das System nur durch erdgebundene Teleskope beobachtet werden.

## Bahneigenschaften
Petit-Prince umrundet Eugenia auf einer prograden, fast perfekten Kreisbahn zwischen 1.162 und 1.167 km Abstand zu deren Zentrum (Große Bahnhalbachse 1164,42 km beziehungsweise 11,5 Eugeniaradien). Die Bahnexzentrizität beträgt 0,002, die Bahn ist 8° gegenüber dem Äquator von Eugenia geneigt. Damit bewegt sich der Mond weit innerhalb von Eugenias Hill-Sphäre von 37.000 km.
Die Umlaufbahn von Petit-Prince ist kreisförmiger und weniger geneigt als die des inneren Nachbarn S/2004 (45) 1, die im Mittel etwa 554 km entfernt ist. Insgesamt scheint das Eugenia-System recht stabil zu sein; leichte Störungen erfährt es durch die Sonne und in geringerem Ausmaß durch die gegenseitigen Interaktionen zwischen den Monden. Es gibt keine Anzeichen für Bahnresonanzen, auch nicht für den Kozai-Effekt, was darauf hinweist, dass die Neigungen der Umlaufbahnen der Monde nicht durch Beeinflussung von Eugenia zustande kamen.
Petit-Prince umläuft Eugenia in 4 Tagen 18 Stunden und 23 Minuten, was etwa 343,78 Umläufen in einem Eugenia-Jahr (rund 4,5 Erdjahre) entspricht.

## Physikalische Eigenschaften
Petit-Prince hat einen Durchmesser von geschätzten 7 km (etwa 1/29 des Zentralkörpers; anderen Angaben zufolge könnte der Mond jedoch mit 12,7 ± 0,8 km auch bedeutend größer sein), beruhend auf dem Eugenia entsprechenden angenommenen gleichen Rückstrahlvermögen von 4 %. Die Oberfläche ist damit ausgesprochen dunkel.
Ausgehend von einem mittleren Durchmesser von 7 km ergibt sich eine Oberfläche von etwa 153 km2, was knapp der Fläche Liechtensteins entspricht.
Die Dichte wird wie Eugenia auf 1,12 g/cm3 geschätzt. Es ist daher anzunehmen, dass Petit-Prince im Innern porös ist und wie der Mutterkörper zu den Rubble Piles gehört. Eine andere Möglichkeit wäre ein hohes Wassereisvorkommen, was jedoch aufgrund der Wasserarmut von Eugenia eher unwahrscheinlich ist.